# Crusade (serial)
Crusade este un serial spin-off desprins din Babylon 5. Acțiunea are loc în anul 2267 e.n.,cinci ani după evenimentele din Babylon 5. O rasă numita Drakh a lansat în atmosfera Terrei un virus care va distruge întreaga viață de pe Pământ dacă nu este oprit la timp. Distrugătorul spațial Excalibur este trimis în misiunea de a 
căuta orice ar putea ajuta la descoperirea unui antidot.

## Legături externe
- Crusade la Internet Movie Database